# ATP Challenger Chișinău
Der ATP Challenger Chișinău (offiziell: Moldova Open) ist ein Tennisturnier, das seit 2025 in Chișinău, Moldau, stattfindet. Es gehört zur ATP Challenger Tour und wird im Freien auf Hartplatz gespielt.

## Liste der Sieger

### Einzel
| Jahr | Sieger          | Finalgegner  | Ergebnis  |
| ---- | --------------- | ------------ | --------- |
| 2025 | Clément Chidekh | Ilja Simakin | 7:66, 7:5 |

### Doppel
| Jahr | Sieger                        | Finalgegner                | Ergebnis |
| ---- | ----------------------------- | -------------------------- | -------- |
| 2025 | Szymon Kielan Filip Pieczonka | Lukáš Pokorný Ilja Simakin | 6:4, 6:0 |